# Nunataki Bykova
Die Nunataki Bykova (englische Transkription von russisch Нунатаки Быкова Nunataki Bykowa) sind eine Gruppe von Nunatakkern im westantarktischen Queen Elizabeth Land. In der Neptune Range der Pensacola Mountains ragen sie nördlich des Robbins-Nunataks in den Schmidt Hills auf. 
Russische Wissenschaftler benannten sie. Der Namensgeber ist nicht überliefert.